# Sát Phá Lang
Sát Phá Lang hay Sha Po Lang, viết tắt SPL (tựa tiếng Hoa: 殺破狼; tựa tiếng Anh: Kill Zone) là một bộ phim hình sự - hành động - võ thuật - tâm lý của Hồng Kông do đạo diễn Diệp Vỹ Tín thực hiện. Phim công chiếu vào năm 2005.
Sát Phá Lang nói về cuộc chiến giữa cảnh sát Hồng Kông với thế giới xã hội đen trong thời kỳ trước năm 1997 (trước khi Hồng Kông được trao trả cho Trung Quốc). Phim có các cảnh quay đẹp mắt, các pha hành động đấm đá tàn bạo không thương tiếc mang chất võ Muay Thái, Wushu, Wrestling... Và đây là một bộ phim hành động mang đúng nghĩa hành động của nó mặc dù cốt truyện chỉ là trinh thám đơn thuần.

## Nội dung
Mở đầu phim là một cảnh nói về vụ tai nạn ô tô, trên thực tế đó là vụ mưu sát. Trước lúc đó là cảnh thanh tra Trần Quốc Trung (Nhậm Đạt Hoa thủ vai) đang đưa gia đình nhân chứng đến tòa để xác nhận hành vi phạm tội của tên trùm xã hội đen Tam Hoàng Vương Phá (Hồng Kim Bảo thủ vai), và tên sát thủ máu lạnh Jack (Ngô Kinh thủ vai) do Vương Phá thuê đã đâm xe vào giết chết vợ chồng nhân chứng. Chỉ còn thanh tra Trần cùng đứa con gái của gia đình nhân chứng còn sống sót. Vương Phá được thả ra vì không có bằng chứng phạm tội. Sau đợt đó thanh tra Trần đã nhận đứa con gái của nhân chứng về làm con nuôi, mặc dù ông đang mang trong người bệnh u não nhưng ông vẫn quyết liệt đối đầu với Vương Phá. Tình hình căng thẳng vẫn diễn ra liên tục trong mấy năm, Vương Phá ngày càng có quyền, vị thế trong khi thanh tra Trần vẫn chỉ là một nhân viên cảnh sát bình thường. Sau này thanh tra Trần hợp tác với người đồng nghiệp mới tên Mã Quân (Chân Tử Đan thủ vai) tiếp tục phá án, tìm mọi bằng chứng tố cáo Vương Phá. Thế rồi, cuộc chiến cũng dần đến hồi kết thúc, Vương Phá cử tên sát thủ Jack giết hại từng đồng nghiệp của thanh tra Trần. Từng người ngã xuống, những cái chết vô cùng thương tâm và thanh tra Trần càng đau lòng hơn khi biết chính những đồng nghiệp của mình đã ăn tiền Vương Phá, thực chất họ dùng số tiền đó để trang trải, nuôi con gái nuôi của thanh tra Trần. Thanh tra Trần đã cầm số tiền đó đem trả lại Vương Phá nhưng không thể thay đổi tình thế. Lúc này thanh tra Mã không còn lựa chọn nào khác, anh đã quyết sống mái một phen với Vương Phá để cứu thanh tra Trần.

### Kết phim
Phim này có hai cái kết: một cái phiên bản Hồng Kông và một cái phiên bản Đại lục.
- Phiên bản Hồng Kông:

Sau khi thanh tra Mã hạ gục Vương Phá, anh đã chủ quan và bị tên Vương Phá tỉnh dậy ném ra khỏi tòa nhà và chết. Nhưng Mã đã bị rơi đúng phải ô tô của vợ con Vương Phá, vợ con Vương Phá cũng chết theo. Thanh tra Trần được thả ra, một thời gian sau ông qua đời do bệnh u não, bỏ lại đứa con nuôi. Còn Vương Phá biệt tăm, không thấy nhắc đến trong phim nữa. Có lẽ chính vì cái chết của vợ con Vương Phá mà hắn quá ân hận, quyết định từ bỏ nghiệp giang hồ về sau.
- Phiên bản Đại lục:

Phim bị cắt đoạn cuối bắt đầu từ lúc thanh tra Mã hạ gục Vương Phá cho đến lúc thanh tra Trần chết vì u não. Nghiễm nhiên Mã đã sống và tên trùm Vương Phá chết. Một thời gian sau thanh tra Trần mất vì u não. So với phiên bản Hồng Kông, phiên bản Đại lục có cái kết thúc sáng sủa hơn.
Tuy nhiên nội dung phim không bị thay đổi, chỉ bị cắt xén vào cảnh hành động bạo lực.

## Diễn viên
- Chân Tử Đan vai Thanh tra Mã Quân
- Hồng Kim Bảo vai Vương Phá
- Nhậm Đạt Hoa vai Trần Quốc Trung
- Ngô Kinh vai Jack
- Liêu Khải Trí vai Lục Quán Hoa
- Hạ Thiều Thanh vai Quách Tử Sâm
- Trương Trí Nghiêu vai Lý Vĩ Lạc
- Lương Kính Kha vai Vợ của Vương Phá
- Thi Tổ Nam vai Trần Vĩ
- Phan Mỹ Kỳ vai Con gái của Sâm
- Hồng Thiên Minh vai Kẻ buôn ma túy
- Kenji Tanigaki vai Đàn em của Vương Phá
- Thôi Vĩ vai Đàn em của Vương Phá
- Tô Đông vai Đàn em của Vương Phá
- Khu Hiên Vĩ vai Luật sư của Vương Phá